# Fai in fretta ad uccidermi... ho freddo!
Fai in fretta ad uccidermi... ho freddo! (tdl. ‘Date prisa y mátame... ¡Tengo frío!’, conocida en español como Mátame, tengo frío en España y Ámame o mátame en México) es una película de comedia criminal italiana de 1967 dirigida por Francesco Maselli y protagonizada por Monica Vitti.

## Argumento
Dos jóvenes, Giovanna y Franco, deciden formar una sociedad fingiendo ser hermanos para crearse una renta a espaldas de dos parejas de extranjeros. Al poco tiempo se cruzan con una joven heredera, Christina, a la cual intentan asesinar, pero uno de ellos se enamora de esta.

## Reparto
- Monica Vitti como Giovanna.
- Jean Sorel como Franco.
- Roberto Bisacco como Sergio.
- Daniela Surina como Christina.
- Barbara Pilavin como Ruth Clay.
- John Stacy como Albert Clay.
- Tom Felleghy como Dick Marton.
- Madeline Foy como Alice Martin.
- Enzo Maggio
- Tullio Altamura